# WWE Evolve Women’s Championship
WWE Evolve Women’s Championship – żeński tytuł mistrzowski profesjonalnego wrestlingu stworzony i promowany przez federację WWE dla brandu Evolve. Inauguracyjną mistrzynią jest Kali Armstrong

## Historia
Na odcinku Evolve z 7 maja 2025 roku, premier Evolve Stevie Turner ogłosił autworzenie WWE Evolve Championship i WWE Evolve Women’s Championship odpowiednio dla mężczyzn i kobiet. Tytuły zostały zaprojektowane tak, aby były bronione wyłącznie w brandzie Evolve, oferując więcej możliwości dla talentów debiutantów i debiutantów WWE oraz pojawiających się i zwiększających ekspozycję i możliwości. Inauguracyjną mistrzynią jest Kali Armstrong, która pokonała Wendy Choo, Kendal Grey i Kylie Rae w fatal 4-way elimination matchu, aby zostać inauguracyjną mistrzynią na odcinku Evolve z dnia 28 maja 2025 roku (data nagrania tego odcinka nie jest znana).

## Wygląd pasa mistrzowskiego
Konstrukcja jest podobna do WWE Evolve Championship, składając się z centralnej płytki z logo WWE Evolve z napisami „Women” i „Champion” odpowiednio na górze i na dole płytki. Istnieją dwie płyty boczne. Zgodnie z innymi pasami mistrzowskimi WWE, projekt zawiera boczne płytki z wyjmowaną sekcją środkową, którą można dostosować za pomocą logo mistrza; domyślne płytki zawierały logo WWE. Zgodnie ze wszystkimi innymi mistrzostwami kobiet w WWE, płytki są na białym skórzanym pasku zamiast czarnego.

## Panowania
| Nr        | Ogólny numer panowania                                                     |
| Panowanie | Liczba panowań konkretnego mistrza                                         |
| Dni       | Liczba dni panowania                                                       |
| Dni roz.  | Dni panowania, które są uznawane przez federację na jej oficjalnej stronie |
| †         | Oznacza, że panowanie nie jest uznawane przez federację                    |
| <1        | Oznacza, że panowanie trwało mniej niż jeden dzień                         |
| +         | Oznacza, że liczba dni w posiadaniu wzrasta z kolejnym dniem               |

| Nr | Mistrzyni      | Zmiana mistrza                  | Zmiana mistrza | Zmiana mistrza | Statystyki panowania | Statystyki panowania | Statystyki panowania | Notka | Odn.  |
| Nr | Mistrzyni      | Data                            | Gala           | Miejsce        | Panowanie            | Dni                  | Dni roz.             | Notka | Odn.  |
| -- | -------------- | ------------------------------- | -------------- | -------------- | -------------------- | -------------------- | -------------------- | --- | ----- |
| 1  | Kali Armstrong | 28 maja 2025(dts) (data emisji) | Evolve         | Orlando, FL    | 1                    | N/A                  | 8+                   | Pokonała Kendal Grey, Wendy Choo i Kylie Rae w fatal 4-way elimination matchu, aby zostać inauguracyjną mistrzynią. Data nagrania tego odcinka nie jest znana. | [ 3 ] |